# 高橋定一
高橋 定一（たかはし ていいち、1897年（明治30年）4月12日 – 1949年（昭和24年）12月25日）は、大正から昭和前期の鉄道官僚、政治家。衆議院議員。

## 経歴
山口県玖珂郡麻里布村（麻里布町を経て現岩国市）で、高橋亀助の二男として生まれる。第三高等学校を経て、1922年（大正11年）東京帝国大学法学部法律学科（独法）を卒業した。
同年、鉄道省に入省し鉄道局書記に任官され東京鉄道局庶務課に配属された。1923年（大正12年）12月、高等試験行政科試験に合格。以後、国府津駅助役、鉄道局副参事・水戸運輸事務所営業主任、新橋運輸事務所営業主任、千葉運輸事務所長、東京鉄道局運輸課庶務掛長、同局運輸課旅客掛長などを経て鉄道省運輸局自動車課長に就任し、1939年（昭和14年）に退官した。
日中戦争に関東軍野戦鉄道司令部附として出征し、さらに第二野戦鉄道司令部附となる。その後、華北交通に転じ、総裁室総務局長、資材局長、張家口鉄路局長、経理局長などを歴任。また、北京日僑自治会事務局長、大陸鉄道従業員援護会理事なども務めた。
戦後、1949年（昭和24年）1月、第24回衆議院議員総選挙に山口県第2区から民主自由党公認で出馬して当選し、衆議院議員に1期在任した。在任中の1949年12月に病のため死去した。

## 脚註
1. 1 2 3 4 5 6 7 8 9  『鉄道先人録』218-219頁。
2. 1 2 3 4 5 6 7 8 9  『議会制度百年史 - 衆議院議員名鑑』381頁。
3. 1 2 3 4 5  『日本官僚制総合事典：1868 - 2000』241頁。
4. ↑  『国政選挙総覧 1947-2016』318頁。